# Задонская, Лада Игоревна
Ла́да И́горевна Задо́нская (род. 7 апреля 1986) — российская конькобежка. Член сборной России по конькобежному спорту на Олимпиаде в Турине 2006 и Сочи 2014. Серебряный призёр зимней Универсиады 2007 года, серебряный призёр чемпионата России в масс-старте, 4-кратная в командной гонке, 3-кратная бронзовый призёр на 5000 м. Мастер спорта России международного класса. Тренировалась в российском конькобежном центре «Коломна». Выступала за СДЮСШОР "Воробьевы горы".

## Биография
Лада начала кататься на коньках с 4-х лет, когда родители привели её в секцию фигурного катания и занималась этим видом спорта до 7 лет. В конькобежный спорт пришла поздно, только в 14 лет, когда её одноклассница привела Ладу в бесплатную секцию. В 2004 году стала участвовать в соревнованиях среди юниоров, а через год уже выступала на взрослом чемпионате России.
В сезоне 2005/06 Лада дебютировала на Кубке мира и в 2006 году заняла 24-е место в многоборье на чемпионате мира в Калгари. В 2007 году она участвовала в зимней Универсиаде в Турине и заняла 2-е место в командной гонке. Наконец с 2008 по 2011 год выигрывала серебряные медали чемпионата России в командной гонке.
В 2010 году стала бронзовым призёром на дистанции 5000 м, поднялась на 4-е место чемпионата России в сумме многоборья и стала серебряным призёром на Российской Универсиаде в забегах на 1500 и 3000 м. Лада продолжала выступать на национальных соревнованиях, но только в 2013 году вновь попала в призы, выиграв "бронзу" в забеге на 5000 м. В сезоне 2013/14 пробилась на Кубок мира и в третий раз участвовала на зимней Универсиаде, где лучшим результатом стало 6-е место в забеге на 5000 м.
После Олимпиады 2014 года спортсменка взяла паузу в карьере в связи с рождением ребёнка, после чего вернулась на лёд. В 2016 году она выиграла на чемпионате России "серебро" в масс-старте, а в свой последний сезон 2016/17 Задонская стала 4-й на чемпионате России в многоборье и на дистанции 5000 м. Летом 2017 года она объявила о завершении карьеры.

## Личная жизнь
Лада Задонская обучалась в средней школе №232 г. Москвы до 2003 года. В 2009 году она окончила РГУФКСиТ специалистом по физической культуре. Позже получила степень магистра. Она увлекается горными лыжами, настольным теннисом, волейболом, велосипедом, плаванием, а ещё любит путешествия, шопинг, фотографировать. Она также с 2015 года персональный тренер по фитнесу и бодибилдингу ФФАР. У неё есть дочка Александра, которая занимается спортивной гимнастикой и балетом, также с мамой ходит на каток. В сентябре 2022 года член комиссии спортсменов Олимпийского комитета России (ОКР) Лада Задонская была избрана в исполком Союза конькобежцев России (СКР). Замужем за бывшим конькобежцем Сергеем Грязцовым.